# Groupement de soutien de la base de défense de Brest - Lorient
Le groupement de soutien de la base de défense de Brest - Lorient (GSBdD BSL) est un organisme militaire interarmées du service du commissariat des armées créé le 1er janvier 2011. Il est né du groupement de soutien de la base de défense expérimentale de Brest, créé au 1er janvier 2009. Son rôle est de soutenir dans le domaine de l'administration générale et du soutien courant, toutes les unités militaires stationnées dans le périmètre de la Base de Défense.
Son état-major, est depuis septembre 2009 situé au sein du château de Brest accueillant également l'état-major du commandant en chef de l'Atlantique CECLANT.

## Organisation
- Direction
- Division organique
- Division conduite du soutien (comprenant 5 départements)
- Division administration du personnel
- Pôle commissariat de Landivisiau-Loperhet
- Pôle commissariat de la presqu'île de Crozon
- Pôle commissariat de Lorient Lann-Bihoué

## Insigne du corps
"Écu d'azur aux armes de la Défense nationale d'argent brochées d'un écusson à la bordure "engrelée de gueules", reprenant en partie les armes de la Bretagne. Le tout est surmonté de l'inscription 'BdD' en minuscules et capitales d'or posées en orle."
L'insigne est présenté et homologué par le Service Historique de la Défense (SHD).

## Chefs de corps
Les intendants et commissaires généraux du port de Brest :
- 1631 - 1674 : Intendant général Céberet
- 1674 - 1683 : Intendant général Chertemps du Seuil
- 1683 - 1701 : Intendant général de Champy des Clouzeaux
- 1701 - 1702 : Intendant général de louvigny d'Orgement
- 1702 - 1736 : intendant général Robert
- 1736 - 1749 : intendant général Bigot de La Mothe
- 1749 - 1765 : intendant général Hocquart de Champerny
- 1765 - 1770 : intendant général de Cluny
- 1770 - 1776 : intendant général de Ruis Embito de la Chesnardière
- 1776 - 1781 : intendant général Arnaud de la Porte
- 1781 - 1785 : intendant général Guillot
- 1785 - 1792 : intendant général Redon de Beaupréau (père)
- 1792 - 1815 : Sané, Esmelin, Genay, Najac, Rignac et Rosières
- 1815 - 1817 : intendant général de Moyier
- 1817 - 1827 : intendant général Redon de Beaupréau (fils)
- 2000 - 2002 : commissaire général de 2e classe Coleau
- 2002 - 2003 : commissaire général de 2e classe Arreckx
- 2003 - 2005 : commissaire général de 2e classe Laroche

Les directeurs du commissariat de la Marine : 
- 2005 - 2006 : commissaire général de 2e classe Lenoir
- 2006 - 2008 : commissaire général de 2e classe Sciorella
- 2008 - 2011 : commissaire général de 2e classe Vuilermet

Le chefs du GSBdD de Brest-Lorient :
- 2009 - 2011 : commissaire général de 2e classe Etienne Vuillermet
- 2011 - 2012 : commissaire général de 2e classe Hervé Parlange
- 2012 - 2015 : commissaire général de 2e classe Vincent Campredon
- 2016 - 2019 : commissaire général de 2e classe Bernard Mercier
- 2019 - 2022 : commissaire général de 2e classe François Trémenbert
- 2022 - ... : commissaire général de 2e classe Marc Prangé[1]